# 2016年香港立法會選舉民主黨黨內甄選
2016年香港立法會選舉民主黨黨內甄選，是民主黨就參加2016年香港立法會選舉決定參選人名單的初選。
初選將決定民主黨於 2016年香港立法會選舉中，各參選名單的首位參選人。民主黨於各區只出一張名單，而超級區議會出兩張名單。結果將於4月17日公佈。
現任民主黨立法會議員劉慧卿、何俊仁及單仲偕均未有報名參加，在2016年香港立法會選舉排名第二位。

## 初選機制
- 60% - 民調
- 20% - 黨支部投票
- 20% - 區黨團[2]

## 初選參選人
以粗體顯示者為初選勝出人。

### 香港島
- 許智峯 - 中西區區議會中環選區區議員。
- 莊榮輝 - 中央委員、曾多次參選中西區區議會堅摩及西環選區落敗。

### 九龍西
- 黃碧雲 - 香港理工大學講師，民主黨中常委，現任立法會議員（九龍西）
- 袁海文 - 九龍西支部主席，深水埗區議會荔枝角中選區區議員。

### 九龍東
- 胡志偉 - 黃大仙區議會瓊富選區區議員，民主黨中常委，現任立法會議員（九龍東）

### 新界西
- 鄺俊宇 - 元朗區議會北朗選區區議員，同時為註冊社工及作家
- 尹兆堅 - 副主席，前葵青區議會石蔭選區區議員。
- 陳樹英 - 民主黨中常委，前屯門區議會兆康選區區議員。

### 新界東
- 林卓廷 - 總幹事，北區區議會石湖墟選區區議員。
- 區鎮樺 - 新界東支部副主席，大埔區議會大埔中選區區議員。
- 梁詠恩 - 跨性別資源中心創辦人及主席、粉紅同盟主席、婦女基督徒協會執行委員、華人拉拉聯盟顧問、及香港愛滋病顧問局核下之愛滋病社區論壇成員，曾於2012年至2015年任政制及內地事務局消除歧視性小眾諮詢小組成員。

### 區議會（第二）
- 許智峯 - 其後退出區議會（第二）之甄選，最終於港島區出線。
- 涂謹申 香港執業律師，現任立法會議員（區議會（第二））及油尖旺區議會奧運選區區議員。
- 鄺俊宇 元朗區議會北朗選區區議員，同時為註冊社工及作家